# Universidad Francisco Marroquín
La Universidad Francisco Marroquín, también conocida por su acrónimo UFM, es una universidad privada, no lucrativa y laica ubicada en la Ciudad de Guatemala, Guatemala. Fue fundada el 12 de agosto de 1971 en torno a la misión de la enseñanza y difusión de los principios éticos, jurídicos y económicos de una sociedad de personas libres y responsables.  En 2009 la conferencia anual de la Association for Private Economic Education se celebró en la UFM. La Mont Pelerin Society se ha reunido en Guatemala, cuatro veces, invitada por la Universidad Francisco Marroquín. La UFM colabora con la Atlas Network.
Un  reportaje sobre la Universidad Francisco Marroquín fue publicado el 6 de junio de 2008 en el diario Los Angeles Times. El mismo fue elaborado por la periodista Marla Dickerson y se titula Leftist thinking left off the syllabus.
En 2022 la Facultad de Medicina de la Universidad Francisco Marroquín fue la primera escuela de medicina, en Guatemala en recibir la acreditación internacional otorgada por el Consejo Mexicano para la Acreditación de la Educación Médica, de acuerdo con los requerimientos de la Educational Commission for Foreign Medical Graduates.  La UFM ocupa el lugar 301-350 en el QS Latin American University Rankings de la clasificación académica de universidades de Latinoamérica.

## Historia
Fue fundada por los miembros del Centro de Estudios Económicos y Sociales (CEES), un think tank fundado en 1958. El primer rector fue Manuel Ayau Cordón (de 1972 a 1988). La universidad fue fundada en 1971 como una organización privada, laica, coeducacional y no lucrativa.[cita requerida] Toma su nombre del obispo de la época virreinal Francisco Marroquín, el primer prelado ordenado en América.   
El 28 de septiembre del 2018 abrió un campus en Madrid, y se aprueba según la ORDEN 523/2017, de 22 de febrero, del Consejero de Educación, Juventud y Deporte, por la que se autoriza el establecimiento en la Comunidad de Madrid del centro “Universidad Francisco Marroquín, sede en España” para impartir enseñanzas de nivel universitario, conforme al sistema educativo de Guatemala.

## Enseñanza
El idioma de instrucción es el idioma español, pero algunas conferencias y muchos textos son en idioma inglés; y se espera que los estudiantes sean competentes en esa lengua también.[cita requerida] El año académico en Guatemala comienza en enero y finaliza en noviembre. Los programas de pregrado operan por semestres y los programas de posgrado operan por trimestres. La mayoría de los programas de pregrado tienen 6 semanas de vacaciones a partir de junio-julio. Hay estudiantes de diversas religiones[cita requerida] y estudiantes de origen maya.[cita requerida] Las mujeres generalmente comprenden entre 47% y 50% de la población estudiantil.[cita requerida]

## Noelia Núñez: controversia sobre su formación académica[10]
Noelia Núñez González, política española del Partido Popular, diputada al Congreso desde 2023 se vio envuelta en una polémica a mediados de julio de 2025 por la veracidad de su formación académica. Núñez reconoció que no posee ninguna titulación universitaria. Esta admisión generó una crisis sobre su currículum, que había incluido afirmaciones falsas.

## Estructura académica

### Campus
- Guatemala
- Panamá
- Madrid (Calle de Arturo Soria)

### Facultades
- Arquitectura
- Ciencias Económicas
- Derecho
- Estudios Políticos y Relaciones Internacionales
- Medicina
- Odontología

### Escuelas
- Acton MBA
- Escuela de Cine y Artes Visuales
- Escuela de Negocios
- Escuela de Nutrición
- Escuela de Posgrado
- Escuela Superior de Ciencias Sociales

### Departamentos
- Educación
- Psicología

### College
- Michael Polanyi College

## Centros de investigación
- Centro de Emprendimiento Kirzner
- Centro de Estudio del Capitalismo
- Centro de Ética David Hume
- Centro Henry Hazlitt
- Centro Vernon Smith de Economía Experimental

## Carreras de pregrado y posgrado

### Profesorado
- Enseñanza media

### Licenciaturas
- Administración de empresas con especialidad en: 
  - Entrepreneurship
  - Finanzas
  - Mercadeo
- Arquitectura
- Ciencias políticas
- Derecho
- Comercio internacional
- Asuntos globales
- Computer Science
- Contaduría pública y Auditoría
- Economía con especialidades en:
  - Entrepreneurship
  - Finanzas
- Entrepreneurship
- Educación
- Gastronomía Nutricional y Empresarialidad
- Historia
- Ingeniería empresarial
- Lengua y literatura
- Medicina con especialidades en:
  - Dermatología
  - Endocrinología quirúrgica
  - Hemato-oncología pediátrica
  - Medicina interna
  - Oftalmología
  - Reumatología
- Nutrición clínica
- Odontología
- Psicología clínica e industrial
- Recursos humanos
- Relaciones internacionales

### Diplomados y Postgrados
- Argumentación jurídica aplicada, en conjunto con ESEADE
- Derecho
- Historia del arte
- Lingüística española en conjunto con Academia Guatemalteca de la Lengua

### Maestrías Artium y Scientiae
- Administración de empresas
- Ciencias políticas
- Ciencias sociales
- Economía
- Endodoncia
- Filosofía
- Filosofía objetivista
- Finanzas en conjunto con Universidad Tulane
- Historia
- Lingüística
- MBA en conjunto con Acton MBA
- Magistratura
- Negociación jurídica en conjunto con ESEADE
- Neurofisiología
- Ortodoncia
- Política económica
- Rehabilitación oral y odontología cosmética
- Relaciones internacionales

### Doctorados
- Derecho
- Ciencias políticas y sociales
- Economía
- Filología
- Filosofía
- Historia
- Ciencias de la Computación

## Rectores
- Manuel Ayau Cordón (1971-1989)
- Fernando Monterroso V. (1989-2003)
- Giancarlo Ibargüen S. (2003-2013)
- Gabriel Calzada A. (2013-2021)
- Ricardo Castillo A. (2021 - actualidad)